# التوام (غزة)
التوام هي إحدى مناطق قطاع غزة، فلسطين. تقع شمال غرب مدينة غزة بنحو 2كم.

## التسمية
سميت منطقة التوام بهذا الاسم نسبة إلى كثرة التوائم فيها.